# 芒什省
芒什省（法語：Manche，法語發音：[mɑ̃ʃ] ⓘ）是法國诺曼底大区所轄的省份，濱大西洋。該省編號為50。2014年统计人口约50万。